# 장 얀

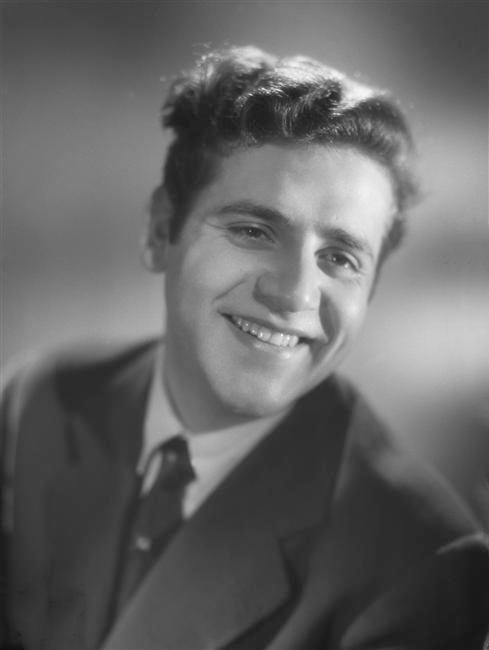

장 얀(Jean Yanne, 1933년 7월 18일 ~ 2003년 5월 23일)은 프랑스의 배우, 영화 감독, 작곡가 겸 작사가이다.
레릴라에서 태어났다. 본명은 장 로제 구예(Jean Roger Gouyé)다.

## 영화
- 작은 상처들 (2003년)
- 아돌프 (2002년)
- 늑대의 후예들 (2001년)
- 배우들 (2000, Les Acteurs)
- 살인자의 건강법 (1999년)
- 부전자전 (1999년)
- 극한상황 (1998년)
- 정숙한 자세 (1997년)
- 보마르셰 (1996, Beaumarchais, l'insolent) - 루이 괴즈망 역
- 신으로부터의 뉴스 (1996년)
- 뷰티풀 그린 (1996년)
- 빅토리 (1995년)
- 그들이 어떻게 추락하는지 보라 (1994년) - 시몽 역
- 굿 캅스 (1994년)
- 인도차이나 (1992년) - 가이 에셀린 역
- 마담 보바리 (1991년)
- 퀵커 댄 더 아이 (1989년)
- 슈퍼 트릭 (1989년)
- 페르낭의 눈 (1987년)
- 파리의 고갱 (1986년)
- 한나 K (1983년)
- 스톱 콜링 미 베이비! (1977년)
- 돈 터치 더 화이트 우먼 (1974년)
- 호수의 란슬로트 (1974년)
- 우리는 함께 늙지 않는다 (1972년)
- 도살자 (1969년)
- 야수의 최후 (1969년)
- 주말 (1967년)